# Coupe du Liechtenstein de football 2009-2010
Navigation
Édition précédente Édition suivante
La coupe du Liechtenstein 2009-2010 de football est la 65e édition de la Coupe nationale de football, la seule compétition nationale du pays en l'absence de championnat.
Elle s'est disputée du 18 août 2009 au 13 mai 2010 avec la finale disputée au Rheinpark Stadion de Vaduz entre le FC Vaduz, tenant du titre depuis 1998, et l'USV Eschen/Mauren.
Les 7 équipes premières du pays entrent au fur et à mesure des tours tout comme les équipes réserves (et même équipes C de certains clubs). Au total, 18 formations prennent part à la compétition.
Le FC Vaduz conserve le trophée en battant l'USV Eschen/Mauren en finale, après la séance de tirs au but. Il s'agit du 39e titre de l'histoire du club dans la compétition. Grâce à ce succès, le club assure sa participation à la prochaine édition de la Ligue Europa.

## Premier tour
| Équipe 1              | Résultat | Équipe 2           |
| --------------------- | -------- | ------------------ |
| FC Balzers III        | 2 - 1    | FC Vaduz Portugais |
| USV Eschen/Mauren II  | 3 - 2    | FC Triesen         |
| FC Ruggell II         | 2 - 4    | FC Triesen II      |
| FC Triesen II         | 0 - 6    | FC Schaan Azzurri  |
| USV Eschen/Mauren III | 4 - 6    | FC Vaduz II        |
| FC Vaduz IV           | 0 - 3    | FC Triesenberg     |

## Deuxième tour
- Entrée en lice du FC Ruggell et du FC Balzers II.

| Équipe 1          | Résultat | Équipe 2             |
| ----------------- | -------- | -------------------- |
| FC Schaan Azzurri | 0 - 3    | FC Triesenberg       |
| FC Triesen II     | 0 - 3    | FC Balzers II        |
| FC Vaduz II       | 1 - 9    | FC Ruggell           |
| FC Balzers III    | 0 - 6    | USV Eschen/Mauren II |

## Quarts de finale
- Entrée en lice du FC Vaduz, de l'USV Eschen/Mauren, du FC Schaan et du FC Balzers.

| Équipe 1             | Résultat | Équipe 2          |
| -------------------- | -------- | ----------------- |
| FC Balzers II        | 0 - 8    | FC Vaduz          |
| USV Eschen/Mauren II | 1 - 0    | FC Schaan         |
| FC Ruggell           | 2 - 4    | FC Balzers        |
| FC Triesenberg       | 0 - 3    | USV Eschen/Mauren |

## Demi-finales
| Équipe 1             | Résultat | Équipe 2          |
| -------------------- | -------- | ----------------- |
| FC Balzers           | 0 - 4    | FC Vaduz          |
| USV Eschen/Mauren II | 2 - 6    | USV Eschen/Mauren |

## Finale
| 13 mai 2010 | FC Vaduz          | 1 - 1 | USV Eschen/Mauren | Rheinpark Stadion, Vaduz   |                            |
| 17:00       | Cerrone 71e       |       | 56e Clemente      | Arbitrage : Marco Speranda | Arbitrage : Marco Speranda |
| 17:00       | Tirs au but 4 - 2 |       |                   | Arbitrage : Marco Speranda | Arbitrage : Marco Speranda |

- Le FC Vaduz se qualifie pour la Ligue Europa 2010-2011.